# Сентерпорт (Пенсилванија)
Сентерпорт (енгл. Centerport) град је у америчкој савезној држави Пенсилванија.

## Демографија
По попису из 2010. године број становника је 387, што је 60 (18,3%) становника више него 2000. године.
| Група             | 2000.       | 2010.       |
| Белци             | 313 (95,7%) | 369 (95,3%) |
| Афроамериканци    | 2 (0,6%)    | 2 (0,5%)    |
| Азијати           | 0 (0,0%)    | 0 (0,0%)    |
| Хиспаноамериканци | 10 (3,1%)   | 14 (3,6%)   |
| Укупно            | 327         | 387         |